# Náchod
Náchod (tysk: Nachod) er en by i den nordøstlige del i Tjekkiet. Náchod har 20.036(2024) indbyggere. Byen er hovedby i distriktet Náchod i regionen Hradec Králové og ligger tæt ved grænsen til Polen.